# Mel Gibson
Mel Columcille Gerard Gibson (Peekskill, New York, 3 januari 1956) is een Amerikaans-Australische acteur, regisseur en producent. Hij won als regisseur van Braveheart zowel de Academy Award voor beste regie als die voor beste film. Daarnaast kreeg hij meer dan twintig filmprijzen toegekend, waaronder een Golden Globe, een National Board of Review Award en een Golden Satellite Award.

## Biografie
Gibson groeide vanaf zijn twaalfde in Australië op en begon daar met zijn carrière als acteur. Zijn eerste optredens waren in televisieseries. Hij maakte zijn filmdebuut in 1977 in Summer City. In eerste instantie werd hij voornamelijk bekend als acteur in actiefilms als de Mad Max- en Lethal Weapon-films. Daarnaast speelde hij in historische drama's als Hamlet en Braveheart, The Patriot en komedies als What Women Want. Sinds begin jaren negentig is hij ook actief als regisseur en producent.

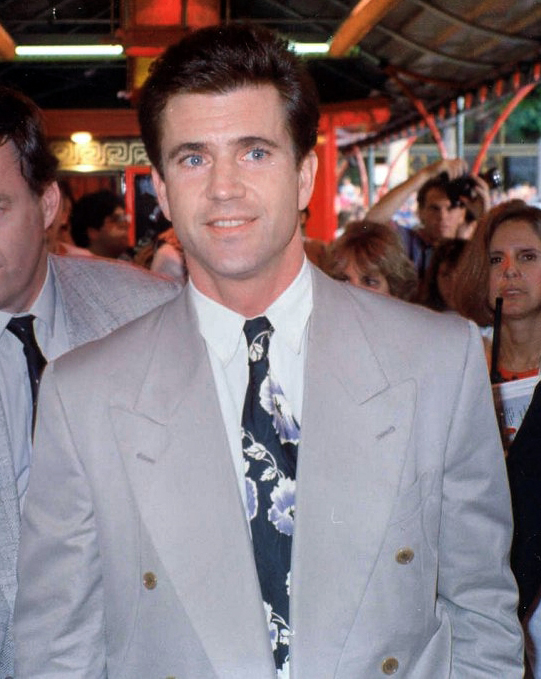
Mel Gibson in 1990

Gibson is een traditionalistische rooms-katholiek. Zijn ouders en - naar verluidt - Gibson zelf zijn overtuigde aanhangers van de posities van de theologische stroming met de naam sedisvacantisme. De acteur liet bij zijn Amerikaanse landgoed een traditionalistische kerk bouwen en inwijden. In 2006 veroorzaakte hij ophef, omdat hij nabij de woonplaats van zijn vader een kerk voor de Oude H. Mis liet bouwen. Op 28 juli 2006 werd Gibson gearresteerd voor het rijden onder invloed en maakte hij tijdens de arrestatie "antisemitische opmerkingen" naar de politieagenten. Gibson liet in een verklaring weten hulp te gaan zoeken voor zijn alcoholverslaving nadat hij op borgtocht vrijkwam.
Gibson produceerde en regisseerde in 2004 de film The Passion of the Christ over de laatste fase van het leven van Jezus Christus op aarde. De wijze waarop Gibson het lijden van Christus in beeld had gebracht, deed veel stof opwaaien.
Gibson zou de laatste jaren zijn opgeklommen tot een van de rijkste en invloedrijkste personen in Hollywood. Per film ontvangt hij als acteur een gage van 25 miljoen dollar.
In 2009 gingen Gibson en zijn eerste vrouw, met wie hij één dochter en zes zonen kreeg, uit elkaar. De scheiding werd in 2011 officieel. In oktober 2009 beviel zijn toenmalige vriendin van een dochter. Gibson werd begin 2017 voor de negende keer vader, dit keer van een zoon.

## Filmografie

### Als acteur
- Summer City (1977)
- I Never Promised You a Rose Garden (1977)
- Mad Max (1979)
- Tim (1979)
- The Chain Reaction (1980)
- Gallipoli (1981)
- Mad Max 2 (1981)
- Attack Force Z (1982)
- The Year of Living Dangerously (1982)
- The Bounty (1984)
- The River (1984)
- Mrs. Soffel (1984)
- Mad Max Beyond Thunderdome (1985)
- Lethal Weapon (1987)
- Tequila Sunrise (1988)
- Lethal Weapon 2 (1989)
- Bird on a Wire (1990)
- Air America (1990)
- Hamlet (1990)
- Lethal Weapon 3 (1992)
- Forever Young (1992)
- The Chili Con Carne Club (1993)
- The Man Without a Face (1993)
- Maverick (1994)
- Pocahontas (1995) (stem)
- Braveheart (1995)
- Ransom (1996)
- Fathers' Day (1997) (Cameo)
- Conspiracy Theory (1997)
- FairyTale: A True Story (1997) (cameo)
- Lethal Weapon 4 (1998)
- Payback (1999)
- The Million Dollar Hotel (2000)
- Chicken Run (2000) (stemrol)
- The Patriot (2000)
- What Women Want (2000)
- We Were Soldiers (2002)
- Signs (2002)
- Paparazzi (2004)
- The Singing Detective (2004)
- Edge of Darkness (2010)
- The Beaver (2011)
- Get the Gringo, ook bekend als How I Spent My Summer Vacation (2012)
- Machete Kills (2013)
- The Expendables 3 (2014)
- Blood Father (2016)
- Daddy's Home 2 (2017)
- Dragged Across Concrete (2018)
- The Professor and the Madman (2019)
- Boss Level (2020)
- Force of Nature (2020)
- Fatman (2020)
- Dangerous (2021)
- Last Looks (2021)
- Panama (2022)
- Agent Game (2022)
- Father Stu (2022)
- Hot Seat (2022)
- Confidential Informant (2023)

### Als filmregisseur
- The Man Without a Face (1993)
- Braveheart (1995)
- The Passion of the Christ (2004)
- Apocalypto (2006)
- Hacksaw Ridge (2016)
- Flight Risk (2025)[3]